# مایکل دودوک دی ویت
مایکل دودوک دی ویت (هلندی: Michaël Dudok de Wit؛ زادهٔ ۱۵ ژوئیهٔ ۱۹۵۳) یک پویانما، کارگردان فیلم اهل هلند است. وی در هشتاد و نهمین دوره جوایز اسکار برای ساخت فیلم پویانمایی لاک‌پشت قرمز نامزد دریافت جایزه اسکار بهترین فیلم پویانمایی شد. ودر سال ۲۰۰۱ برای فیلم پویانمایی پدر و دختر برنده اسکار بهترین فیلم پویانمایی شد.

## زندگی
وی در ابکاد، هلند متولد شد. پس از اتمام تحصیلات دبیرستان در هلند، به مدرسه هنرهای زیبای ژنو رفت. در سال ۱۹۷۸ وی با اولین فیلمش به نام (مصاحبه) از کالج هنر غرب ساری فارغ‌التحصیل شد. پس از یک سال کار کردن در بارسلون وی در لندن ساکن شد. در سال ۱۹۹۲ او فیلم پویانمایی کوتاهی به نام (تام اسویپ) ساخت. پس از آن در سال ۱۹۹۴ با ساختن انیمیشن پدر و دختر نامزد جایزه اسکار بهترین فیلم کوتاه شد و همچنین برنده جوایز متعددی در جشنواره فیلم سزار شد. مایکل همچنین کار نویسندگی و تصویرگری کتاب‌های کودکان را انجام می‌دهد و در کالج‌های هنری انگلستان و سایر کشورها انیمیشن درس می‌دهد.

## فیلم شناسی
- راهب و ماهی-۱۹۹۴(فیلم کوتاه)
- پدر و دختر-۲۰۰۰(فیلم کوتاه)
- عطر چای-۲۰۰۶(فیلم کوتاه)
- لاک‌پشت قرمز-۲۰۱۶